# 基蘇木郡

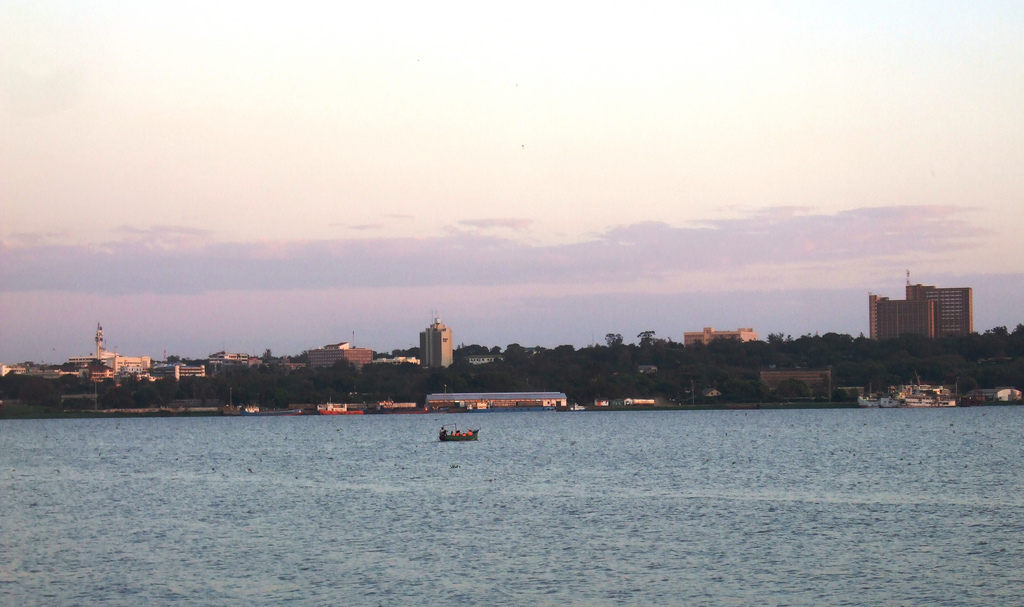

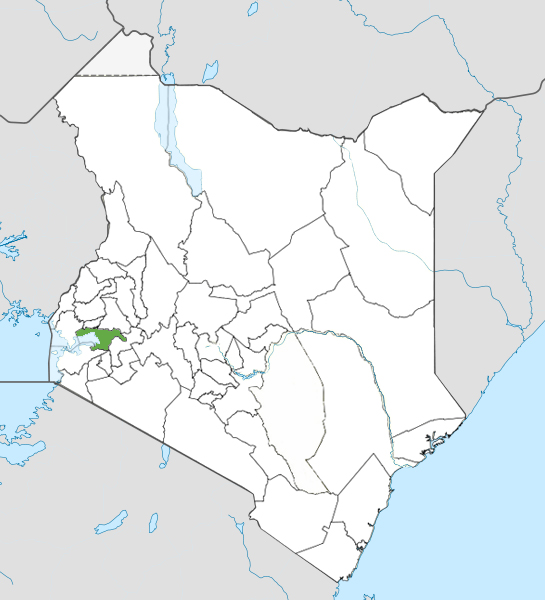

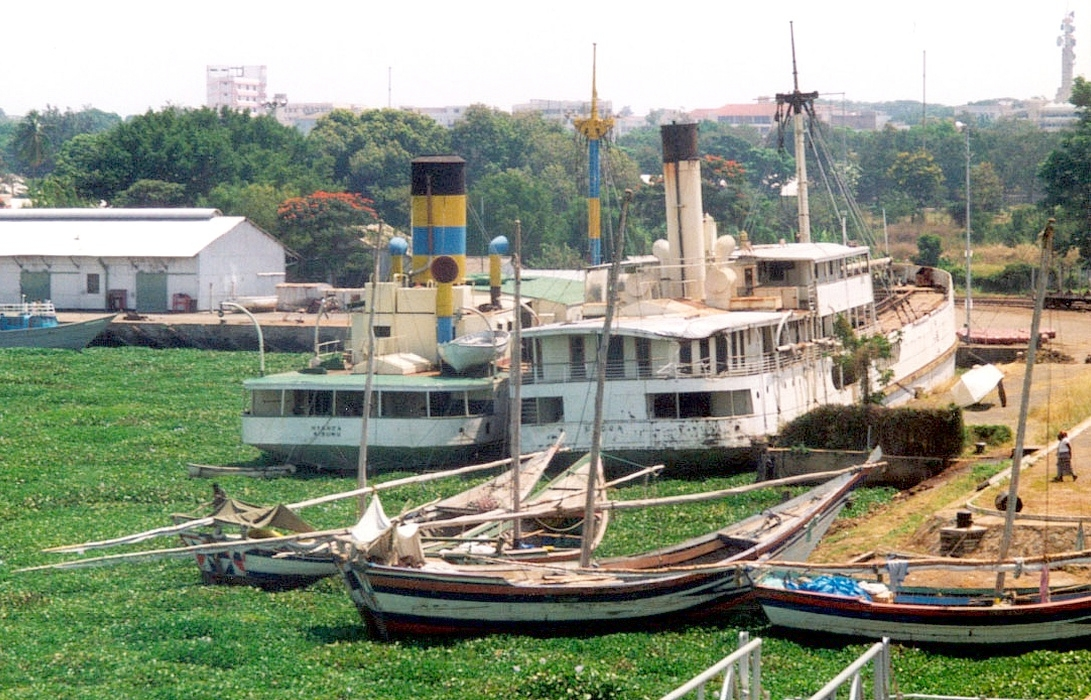

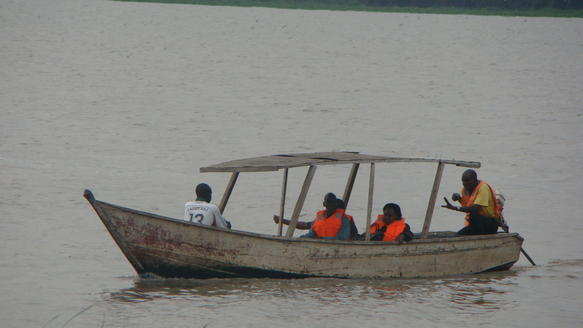

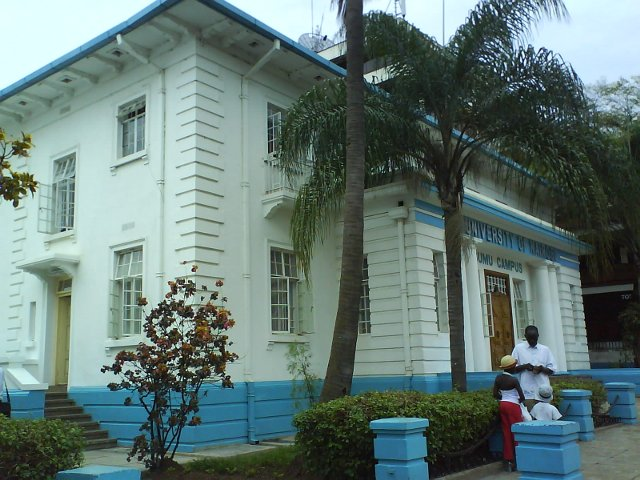

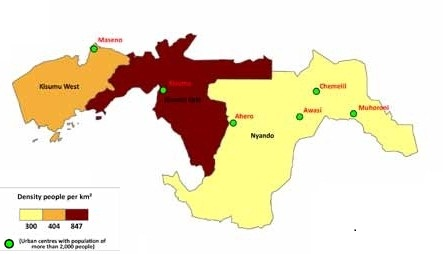

基蘇木郡，是肯尼亞的一個郡，位於該國西南部，由尼揚扎省負責管轄，首府設於基蘇木，始建於2013年3月4日，面積2,085.9平方公里，2009年人口968,879，人口密度每平方公里464.49人。